# Atherton, Kalifornija
Atherton je gradić u američkoj saveznoj državi Kalifornija. Prema popisu stanovništva iz 2010. u njemu je živjelo 6,914 stanovnika. Poznat je po velikom bogatstvu njegovih stanovnika. Prema podacima časopisa Forbes iz 2010. godine u njemu je srednja vrijednost prosječnog stambenog objekta iznosila 4,010.200 $ što ga čini drugim najskupljim gradom u SAD.
Nastao je 1866. kao željeznička stanica Fair Oaks, na zemljištu koje je otkupio poduzetnik Felix Atherton šest godina ranije. Oko nje su bogati građani San Francisca sagradili kuće gdje su običavali provoditi ljeto. Kao grad je službeno inkorporiran 1923. Njegovi stanovnici - koji u pravilu pripadaju kalifornijskoj poslovnoj, političkoj i kulturnoj eliti - su otada nastojali sačuvati njegov rezidencijalni karakter, odnosno spriječiti da se u njemu razviju komercijalne i industrijske aktivnosti.

## Znamenite ličnosti s prebivalištem u Athertonu
- Shirley Temple Black, američka filmska glumica i diplomat
- Ty Cobb, igrač bejzbola
- Eric E. Schmidt, predsjednik Googlea[3]
- Meg Whitman, predsjednica i generalni direktor Hewlett-Packarda, bivši direktor Ebaya, republikanska političarka .[4]